# Василије Пејовић
Василије Пејовић (Миљковац, код Плужина, 2. фебруар 1911 – Андријевица, 22. јул 1944), учесник је Народноослободилачке борбе и народни херој Југославије.

## Биографија
Родио се 12. фебруара 1911. године у селу Миљковац, код Плужина. Основну школу завршио је у селу, а гимназију је похађао у Никшићу, Пљевљима и Призрену, а затим завршио школу резервних официра. Пошто се није могао запослити живео је код својих родитеља на селу. Био је члан удружене опозиције због чега је неколико пута био у притвору. У КПЈ је примљен 1941. године. Био је активан приликом организовања устанка у Жупи пивској. Учествовао је у разоружавању италијанске посаде у Брезнима.
Учествовао је као командир вода у Жупапивском батаљону у пљеваљској бици и том приликом је био рањен. Након битке постао је командир чете у Дурмиторском одреду. У мају 1942. године упућен је у Прву пролетерску бригаду где је провео годину дана. Истакао се у борбама са четницима на Сињајевини, Дурмитору и Тромеђе, али и у борбама за Ливно 1942. године. Приликом форсирања Дрине као командир чете прешао је реку и уништио непријатељске бункере. На војним и партијским дужностима остао је у Жупи пивској до априла 1944. године. У априлу 1944. године прелази у 9. црногорску бригаду где је био заменик политичког батаљона, а затим и командант батаљона. Рањен је крајем јула у Андријевичкој операцији на Вељем кршу и убрзо подлегао повредама.
Указом председника ФНР Југославије Јосипа Броза Тита, 10. јула 1953. године, проглашен је за народног хероја.